# خيسوس هيريرا ألونسو
خيسوس هيريرا ألونسو (بالإسبانية: Jesús Herrera)‏ (5 فبراير 1938 في إسبانيا - 20 أكتوبر 1962 بأوفييدو في إسبانيا) هو لاعب كرة قدم إسباني في مركز الهجوم. شارك مع منتخب إسبانيا تحت 21 سنة لكرة القدم ومنتخب إسبانيا لكرة القدم. أما مع النوادي، فقد لعب مع ريال أوفييدو وريال سوسيداد وريال مدريد وReal Oviedo Vetusta ‏.

## مسيرته الكروية
لعب خيسوس هيريرا ألونسو خلال مسيرته الاحترافية مع 3 أندية في ستة مواسم وسجل خلالها 35 هدفًا ضمن 116 مباراة. ولم يفز بأي موسم بالكأس وفاز في موسم واحد بالدوري.
خاض خيسوس هيريرا ألونسو مسيرته مع نادي ريال أوفييدو في موسم 1956–57 ولمدة موسمين، مشاركًا في 60 مباراة سجل خلالها 18 هدفًا. ثم انتقل إلى نادي ريال مدريد في موسم 1958–59 واستمر معه طيلة ثلاثة مواسم، حيث شارك في 50 مباراة سجل خلالها 15 هدفًا. لينتقل بعدها إلى نادي ريال سوسيداد في موسم 1961–62 لمدة موسم واحد، مشاركًا في 6 مباريات سجل خلالها هدفين.

## وصلات خارجية
- خيسوس هيريرا ألونسو على موقع الاتحاد الأوربي (الإنجليزية)
- خيسوس هيريرا ألونسو على موقع قاعدة بيانات كرة القدم.إي يو (الإنجليزية)
- خيسوس هيريرا ألونسو على موقع ناشيونال فوتبول تيمز (الإنجليزية)
- خيسوس هيريرا ألونسو على موقع عالم كرة القدم.نت (الإنجليزية)